# الصريف (الحيمة الداخلية)

تعديل مصدري - تعديل

الصريف هي إحدى قرى عزلة بني الحذيفي بمديرية الحيمة الداخلية التابعة لمحافظة صنعاء، بلغ تعداد سكانها 193 نسمة حسب تعداد اليمن لعام 2004.